# Marie-Félix Blanc
Marie-Félix Blanc (22. prosince 1859 Paříž – 1. srpna 1882 Saint-Cloud) byla francouzskou dědičkou. Narodila se do francouzské buržoazní bohaté rodiny s finančními podíly v Monaku a Německu. Po otcově smrti jí zůstalo velké dědictví. Navzdory matčiným námitkám se v roce 1880 provdala za prince Ronalda Bonaparta, člena morganatické větve rodu Bonapartů. Zemřela na embolii měsíc po narození svého jediného dítěte, dcery Marie.

## Dětství a rodina
Marie-Félix Blanc se narodila 22. prosince 1859 v Paříži jako dcera francouzského podnikatele François Blanca a jeho druhé manželky Marie Charlotte Henselové. Její otec založil společnost Société des bains de mer de Monaco a provozoval několik kasin, včetně Monte Carlo Casino v Monaku a Bad Homburg vor der Höhe Casino v Německu. Říkalo se však, že jejím biologickým otcem byl její kmotr, hrabě Antoine Bertora. Měla několik sourozenců, starší sestru Luisu; staršího bratra Edmonda; a dva starší nevlastní bratry z otcova prvního manželství s Madeleine-Victoire Huguelinovou, Camilla a Charlese. Její starší sestra se později provdala za knížete Konstantina Vincenta Marie Radziwiłła. Starší bratr Edmond byl později starostou La Celle-Saint-Cloud a Camille starostou Beausoleilu. Když jí bylo osmnáct, zemřel její otec a zanechal jí obrovské dědictví.

## Manželství a potomci
18. listopadu 1880 se dvacetiletá Marie-Félix, navzdory matčiným námitkám, v kostele svatého Rocha provdala za prince Rolanda Bonaparta. Její o rok starší manžel byl synem prince Pierra Napoléona Bonaparta a Éléonore-Justine Ruflinové, a vnukem Luciena Bonaparta a Alexandriny de Bleschamp. Byl také prasynovcem francouzského císaře Napoleona I.; vestfálského krále Jérôma; španělského, neapolského a sicilského krále Josefa; holandského krále Ludvíka; neapolské královny Caroliny; toskánské vévodkyně Élisy; a vévodkyně z Guastally Pauliny.
Marie-Félix 2. července 1882 porodila v Saint-Cloud své jediné dítě, dceru Marii. Ta se v roce 1907 provdala za řeckého a dánského prince Jiřího, s nímž měla dvě děti, syna Petra a dceru Evženii.

## Úmrtí
Její zdraví později sláblo tuberkulózou. 1. srpna 1882 zemřela ve dvaadvaceti letech na embolii. Zemřela ještě předtím, než se její manžel stal po smrti svého bratrance Napoleona Charlese 6. knížetem z Canina a Musignana. Marie-Félix byla pohřbena na hřbitově Cimetière des Gonards ve městě Versailles.